# Renato Dulbecco
Renato Dulbecco (Catanzaro, 22 de fevereiro de 1914 — La Jolla, 20 de fevereiro de 2012) foi um médico patologista italiano.
Foi agraciado com o Nobel de Fisiologia ou Medicina de 1975, por descobertas relacionadas com as doenças cancerosas.
Foi eleito membro estrangeiro da Royal Society em 1974.

## Obras
- Der Bauplan des Lebens. Die Schlüsselfragen der Biologie. Piper, Munique 1991, ISBN 3-492-03333-4.
- com Riccardo Chiaberge: Konstrukteure des Lebens. Medizin und Ethik im Zeitalter der Gentechnologie. Piper, Munique 1991, ISBN 3-492-11415-6 (Piper 1415).
- Encyclopedia of Human Biology. San Diego 1997.